# Tschoidoryn Öwgönchüü
Tschoidoryn Öwgönchüü (mongolisch Чойдорын Өвгөнхүү, englisch Choidoryn Övgönkhüü, wiss. Transliteration Čojdoryn Övgönchüü; * 10. Oktober 1942 in Uulbajan; † 2. April 2019 ebenda) war ein mongolischer Judoka.
Bei den Olympischen Spielen 1972 in München ging er in der Mittelgewichtsklasse an den Start. Nach einem Freilos in Runde 1, schied er in seinem Zweitrundenkampf gegen Slavko Obadov aus.